# 이방 아탈
이방 아탈(프랑스어: Yvan Attal, 1965년 1월 4일 ~ )은 프랑스의 배우이자 영화 감독이다.

## 출연 작품
- 뮌헨 - 토니 역
- 안소니 짐머 - 프랑소아 테일랜디어 역
- 해피리 에버 애프터 - 빈센트 역 (감독, 각본)
- 스네이크 - 뱅상 역
- 러시 아워 3 - 조지 역